# Hyposcada olerioides
Hyposcada olerioides är en fjärilsart som beskrevs av Ferreira d'almeida 1952. Hyposcada olerioides ingår i släktet Hyposcada och familjen praktfjärilar. Inga underarter finns listade i Catalogue of Life.